# Delegada Nadine
Nadine Tagliari Farias Anflor, mais conhecida politicamente como Delegada Nadine (Getúlio Vargas, 24 de setembro de 1976), é uma delegada de polícia e política brasileira filiada ao Partido da Social Democracia Brasileira (PSDB). Atualmente, exerce seu primeiro mandato como deputada estadual na Assembleia Legislativa do Rio Grande do Sul. Notabilizou-se por ser a primeira mulher a chefiar a Polícia Civil do Estado do Rio Grande do Sul em 180 anos de história da instituição.

## Biografia
Nascida em Getúlio Vargas em 24 de setembro de 1976, Nadine Anflor é graduada em Ciências Jurídicas e Sociais (Direito) pela Universidade de Passo Fundo (UPF), tendo concluído o curso em 1999.

## Carreira na Polícia Civil
Nadine ingressou na Polícia Civil do Estado do Rio Grande do Sul em 2004, após aprovação em concurso público para o cargo de Delegada de Polícia. Ao longo de sua carreira, atuou em diversas frentes, com destaque para o combate à violência contra a mulher. Foi titular da Delegacia Especializada no Atendimento à Mulher (DEAM) de Porto Alegre por sete anos. Também foi a primeira coordenadora das DEAMs em todo o estado.
Em 2015, após ocupar a vice-presidência, tornou-se a primeira mulher a presidir a Associação dos Delegados de Polícia do Rio Grande do Sul (ASDEP).

### Chefia da Polícia Civil
Em janeiro de 2019, Nadine Anflor foi nomeada pelo então governador Eduardo Leite como Chefe da Polícia Civil do Estado do Rio Grande do Sul, tornando-se a primeira mulher a ocupar o cargo máximo da instituição em seus 180 anos de existência. Permaneceu na função até o início de 2022, quando se desincompatibilizou para concorrer às eleições.
Durante sua gestão, deu prioridade à elucidação de homicídios, investigação de lavagem de dinheiro, combate a crimes patrimoniais, violência doméstica, tráfico de drogas, crime organizado e crimes contra a administração pública. Também foi eleita presidente do Conselho Nacional dos Chefes de Polícia Civil (CONCPC).

## Deputada estadual
Nas eleições estaduais de 2022, Nadine Anflor foi eleita deputada estadual pelo PSDB, conquistando uma cadeira na Assembleia Legislativa do Rio Grande do Sul para a 56ª legislatura (2023 — 2027) com 40.937 votos.

### Atuação parlamentar
Em seu mandato na Assembleia Legislativa, tem focado sua atuação em pautas relacionadas à segurança pública, direitos das mulheres e modernização da gestão pública. É membro de comissões parlamentares e tem atuado como relatora de projetos de lei, incluindo propostas relacionadas à revisão de gastos públicos.
É autora do Projeto de Lei Complementar (PLC) 114/2023, aprovado em agosto de 2023, que alterou o Programa de Incentivo ao Aparelhamento de Segurança Pública do Estado (Piseg). A lei passou a permitir que empresas destinem parte do ICMS devido não apenas para a aquisição de equipamentos, mas também para a reforma, revitalização, ampliação, construção e modernização de prédios e áreas utilizadas pelos órgãos de segurança pública do estado.
Também propôs um projeto de lei para tornar obrigatória a biometria facial em estádios de futebol no Rio Grande do Sul, visando aumentar a segurança em eventos esportivos.